# أبو الحارث محمد المأموني
أبو الحارث محمد كان حاكمًا لخوارزم لفترة في عام 1017 م. وهو ابن أبو الحسن علي، وكان آخر عضو في الدولة المأمونية الإيرانية التي حكمَت خوارزم.
في عام 1017 م، أُعلن محمدٌ شاهًا على يد قتلة عمه أبي العباس المأمون. أُتيحت لمحمود الغزنوي صهر المأمون، ذريعةٌ للغزو، فجُمعت قوةٌ في شمال خراسان. لم يتمكن الخوارزميون من تقديم أي مقاومةٍ فعّالة، فأُسر محمدٌ وسُجن؛ فأصبحت خوارزم جزءًا من الإمبراطورية الغزنوية التوسعية. بعد أن انتقم محمود من قتلة المأمون، عيّن فردًا تركيًا، وهو الحاجب ألتون تاش، حاكمًا على الولاية.